# Lomela
Lomela est une localité, chef-lieu du territoire éponyme de la province de Sankuru en république démocratique du Congo.

## Géographie
Elle est située sur la route nationale RN 7 à 632 km au nord du chef-lieu provincial Lusambo.

## Administration
Chef-lieu de territoire de 3 955 électeurs recensés en 2018, la localité a le statut de commune rurale de moins de 80 000 électeurs, elle compte 7 conseillers municipaux en 2019.

## Population
Le dernier recensement de la population date de 1984,.
| 1984 | 2004  | 2012   |
| ---- | ----- | ------ |
| -    | 8 177 | 10 324 |